# サイド・アウィータ
サイド・アウィータ（سعيد عويطة ‎, 1959年11月2日 - ）は、モロッコの元陸上競技選手である。ケニトラ出身。1984年ロサンゼルスオリンピック男子5000mの金メダリストである。1980年代の中距離の各種目において圧倒的な力を誇った選手であり、1983年の9月から1990年9月の間に119回走り115勝をあげている。
1985年には、アウィータは、5000mでデビッド・ムーアクロフトの持っていた記録を100分の1秒更新する13分0秒40、ついで1,500 mでもスティーブ・クラムの持っていた世界記録を更新する3分29秒46の世界新記録を樹立した。
1987年にも、まず2000mでクラムの世界新記録を更新する4分50秒81を、そのわずか6日後に人類初の5,000 mで13分の壁を突破する12分58秒39の世界新記録を樹立した。
1988年ソウルオリンピックでは、彼は800mと1500mにエントリーし、800mで銅メダルを獲得し、オリンピックで800 mと5000mの両種目でメダルを獲得した最初の選手となった。しかし、本命であった1500ｍでは800ｍの決勝レース中に太ももを痛めた影響で準決勝で棄権してしまった。
1989年には、彼の最後の世界記録、3000mでの7分29秒45という記録を樹立した。
アウイタは1983年から1990年の間、800ｍから10000ｍ、さらには3000ｍ障害のレースにも出場し、119レースのうち115のレースに勝利した。
1991年の東京世界選手権にも出場したが、怪我のため11位に終わっている。

## 主な実績
| 年   | 大会               | 場所                           | 種目  | 結果 | 記録     |
| ---- | ------------------ | ------------------------------ | ----- | ---- | -------- |
| 1983 | 世界陸上選手権     | ヘルシンキ（フィンランド）     | 1500m | 銅   | 3:42.02  |
| 1984 | オリンピック       | ロサンゼルス（アメリカ合衆国） | 5000m | 金   | 13:05.59 |
| 1987 | 世界陸上選手権     | ローマ（イタリア）             | 5000m | 金   | 13:26.44 |
| 1988 | オリンピック       | ソウル（韓国）                 | 800m  | 銅   | 1:44.06  |
| 1989 | 世界室内陸上選手権 | ハンガリー（ブダペスト）       | 3000m | 金   | 7:47.94  |

## 自己ベスト
- 800m - 1:43.86 (1988年)
- 1500m - 3:29.46 (1985年)
- 1マイル - 3:46.76 (1987年)
- 2000m - 4:50.81 (1987年)
- 3000m - 7:29.45 (1989年)
- 5000m - 12:58.39 (1987年)
- 10000m - 27:26.11 (1986年)
- 3000mSC - 8:21.92 (1987年)